# Diskografie Guns N' Roses
Diskografie americké hard rockové skupiny Guns N' Roses zahrnuje 6 studiových alb, 1 koncertní album, 2 kompilační alba, 4 EP, 21 singlů, 9 video alb a 2 box sety.

## Alba

### Studiová alba
| Rok  | Album                    | Umístění | Umístění | Umístění |
| Rok  | Album                    | UK       | USA      |          |
| ---- | ------------------------ | -------- | -------- | -------- |
| 1987 | Appetite for Destruction | 5        | 1        |          |
| 1988 | G N' R Lies              | 22       | 2        |          |
| 1991 | Use Your Illusion I      | 2        | 2        |          |
| 1991 | Use Your Illusion II     | 1        | 1        |          |
| 1993 | The Spaghetti Incident?  | 2        | 4        |          |
| 2008 | Chinese Democracy        | 2        | 3        |          |

### Koncertní alba
| Rok  | Album             | Umístění | Umístění | Umístění |
| Rok  | Album             | UK       | USA      |          |
| ---- | ----------------- | -------- | -------- | -------- |
| 1999 | Live Era: '87-'93 | 45       | 45       |          |

### Kompilační alba
| Rok  | Album             | Umístění | Umístění | Umístění |
| Rok  | Album             | UK       | USA      |          |
| ---- | ----------------- | -------- | -------- | -------- |
| 1998 | Use Your Illusion | —        | —        |          |
| 2004 | Greatest Hits     | 1        | 3        |          |

## Extended play

### Studiová EP
| Rok  | Název                    |
| ---- | ------------------------ |
| 1986 | Live ?!*@ Like a Suicide |

### Kompilační EP
| Rok  | Název              |
| ---- | ------------------ |
| 1988 | Guns N' Roses      |
| 1993 | The "Civil War" EP |
| 2022 | Hard Skool         |

## Singly
| Rok                                                     | Název                     | Umístění   | Umístění           | Umístění | Album                                      |
| Rok                                                     | Název                     | US Hot 100 | US Mainstream Rock | UK       | Album                                      |
| ------------------------------------------------------- | ------------------------- | ---------- | ------------------ | -------- | ------------------------------------------ |
| 1987                                                    | It's So Easy              | —          | —                  | 84       | Appetite for Destruction                   |
| 1987                                                    | Welcome to the Jungle     | 7          | —                  | 24       | Appetite for Destruction                   |
| 1988                                                    | Sweet Child O' Mine       | 1          | 7                  | 6        | Appetite for Destruction                   |
| 1988                                                    | Paradise City             | 5          | 14                 | 6        | Appetite for Destruction                   |
| 1989                                                    | Patience                  | 4          | 7                  | 10       | G N' R Lies                                |
| 1989                                                    | Nightrain                 | 93         | 26                 | 17       | Appetite for Destruction                   |
| 1990                                                    | Knockin' on Heaven's Door | —          | —                  | —        | Bouřlivé dny (soundtrack)                  |
| 1991                                                    | You Could Be Mine         | 29         | —                  | 3        | Terminátor 2: Den zúčtování (soundtrack)   |
| 1991                                                    | Don't Cry                 | 10         | 3                  | 8        | Use Your Illusion I                        |
| 1991                                                    | Live and Let Die          | 33         | 20                 | 5        | Use Your Illusion I                        |
| 1992                                                    | November Rain             | 3          | 15                 | 4        | Use Your Illusion I                        |
| 1992                                                    | Knockin' on Heaven's Door | —          | 18                 | 2        | Use Your Illusion II                       |
| 1992                                                    | Yesterdays                | 72         | 13                 | 8        | Use Your Illusion II                       |
| 1993                                                    | Civil War                 | —          | 4                  | 11       | Use Your Illusion II                       |
| 1993                                                    | Ain't It Fun              | —          | 8                  | 9        | The Spaghetti Incident?                    |
| 1993                                                    | Estranged                 | —          | 16                 | —        | Use Your Illusion II                       |
| 1994                                                    | Since I Don't Have You    | 69         | —                  | 10       | The Spaghetti Incident?                    |
| 1994                                                    | Sympathy for the Devil    | 55         | 10                 | 9        | Interview s upírem (soundtrack)            |
| 2008                                                    | Chinese Democracy         | 34         | 5                  | 27       | Chinese Democracy                          |
| 2018                                                    | Shadow of Your Love       | —          | 5                  | —        | Appetite for Destruction: Locked N' Loaded |
| 2021                                                    | ABSUЯD                    | —          | —                  | —        | Hard Skool                                 |
| 2021                                                    | Hard Skool                | —          | 9                  | —        | Hard Skool                                 |
| „—“ značí vydání, která se neumístila v dané hitparádě. |                           |            |                    |          |                                            |

## Videografie

### Video alba
| Rok  | Název                                              | Formát      |
| ---- | -------------------------------------------------- | ----------- |
| 1992 | Use Your Illusion I                                | VHS/DVD/LD  |
| 1992 | Use Your Illusion II                               | VHS/DVD/LD  |
| 1992 | Use Your Illusion I & II                           | VHS/LD      |
| 1993 | Don't Cry: Makin' F@*!ing Videos Part I            | VHS/LD      |
| 1993 | November Rain: Makin' F@*!ing Videos Part II       | VHS/LD      |
| 1993 | Makin' F@*!ing Videos Part I & II                  | VHS/LD      |
| 1994 | The Making of Estranged: Part IV of the Trilogy!!! | VHS/LD      |
| 1998 | Welcome to the Videos                              | VHS/DVD/VCD |
| 2014 | Appetite for Democracy 3D                          | DVD/Blu-ray |

### Videoklipy
| Rok  | Název                        | Režisér                                   | Album                    |
| ---- | ---------------------------- | ----------------------------------------- | ------------------------ |
| 1987 | It's So Easy                 | Nigel Dick                                | Appetite for Destruction |
| 1987 | Welcome to the Jungle        | Nigel Dick                                | Appetite for Destruction |
| 1988 | Sweet Child O' Mine          | Nigel Dick                                | Appetite for Destruction |
| 1988 | Paradise City                | Nigel Dick                                | Appetite for Destruction |
| 1989 | Patience                     | Nigel Dick                                | G N' R Lies              |
| 1991 | You Could Be Mine            | Jeffrey Abelson Andy Morahan Stan Winston | Use Your Illusion II     |
| 1991 | Don't Cry                    | Andy Morahan                              | Use Your Illusion I      |
| 1991 | Live and Let Die             | Josh Richman                              | Use Your Illusion I      |
| 1992 | November Rain                | Andy Morahan                              | Use Your Illusion I      |
| 1992 | Yesterdays                   | Andy Morahan                              | Use Your Illusion II     |
| 1992 | Garden of Eden               | Andy Morahan                              | Use Your Illusion I      |
| 1993 | The Garden                   | Del James                                 | Use Your Illusion I      |
| 1993 | Dead Horse                   | Louis Marciano                            | Use Your Illusion I      |
| 1993 | Estranged                    | Andy Morahan                              | Use Your Illusion II     |
| 1994 | Since I Don't Have You       | Sante D'Orazio                            | The Spaghetti Incident?  |
| 1999 | It's So Easy (live)          | Jeff Richter                              | Live Era: '87-'93        |
| 1999 | Welcome to the Jungle (live) | Jeff Richter                              | Live Era: '87-'93        |
| 2021 | Hard Skool                   | —                                         | Hard Skool               |

## Box sety
| Rok  | Název                                      |
| ---- | ------------------------------------------ |
| 2018 | Appetite for Destruction: Locked N' Loaded |
| 2022 | Use Your Illusion: Super Deluxe Edition    |